# بیات شدن

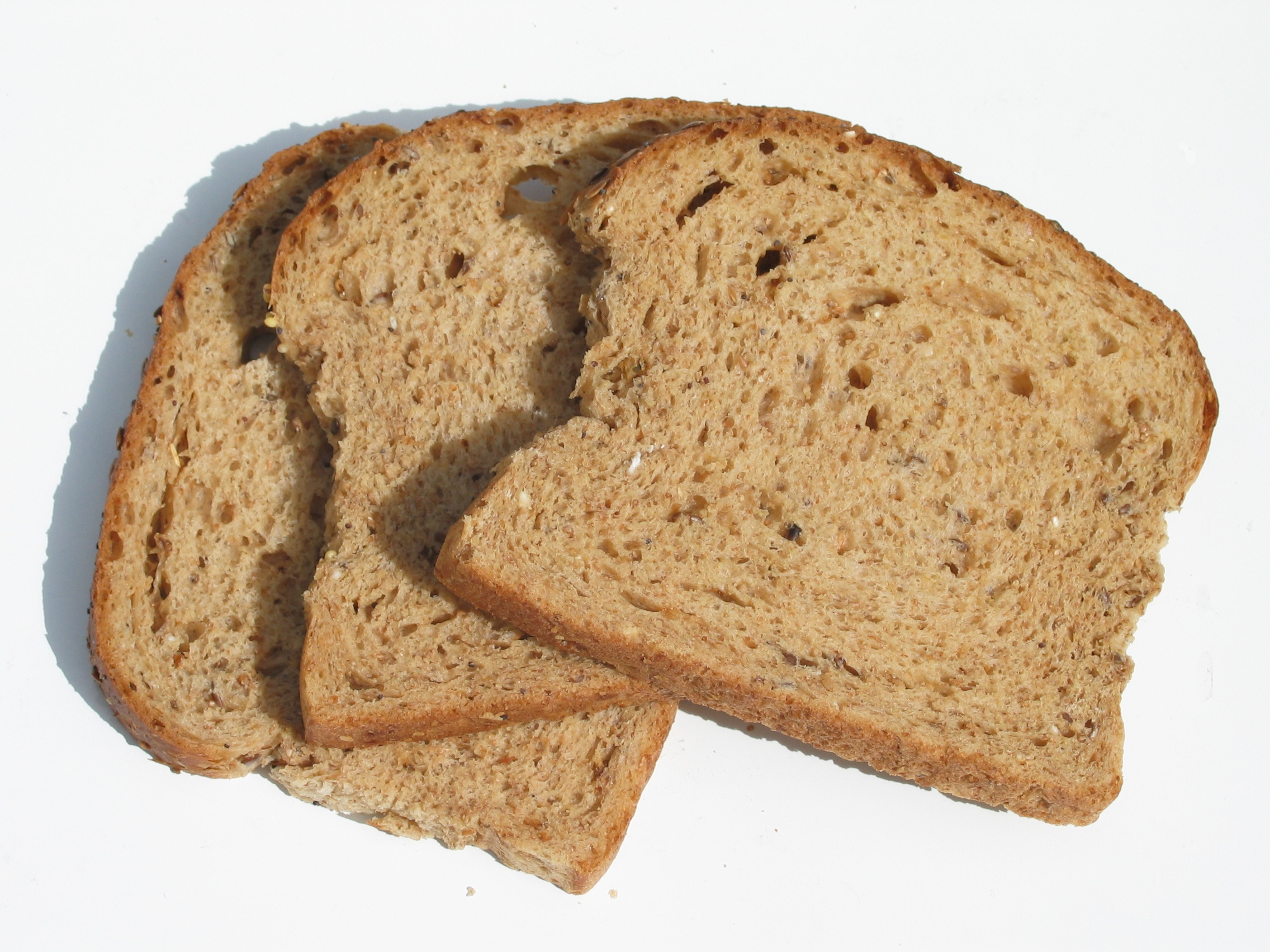
نان بیات

بیات شدن یک فرایند شیمیایی و فیزیکی در نان و غذاهای مشابه است که طعم آنها را کاهش می‌دهد. نان بیات خشک و سفت بوده و برای مصارف مختلف آشپزی از نان تازه مناسب است. اقدامات متقابل و تکنیک‌های بیاتی ممکن است بیاتی را کاهش دهد.

## مکانیسم و اثرات
بیات شدن یک فرایند شیمیایی و فیزیکی در نان است که طعم آن را کاهش می‌دهد. بیات شدن صرفاً یک فرایند خشک شدن ناشی از تبخیر سطحی نیست. یکی از مکانیسم‌های مهم جابجایی رطوبت از گرانول‌های نشاسته به فضاهای بینابینی است که نشاسته را ژلاتینه می‌کند. بافت چرمی و سخت نان کهنه از آمیلوز نشاسته و مولکول‌های آمیلوپکتین ناشی شده که باعث تبلور مجدد می‌شود.
نان بیات خشک و سفت است. نان حتی در یک محیط مرطوب بیات می‌شود و در دماهای کمی بالاتر از انجماد با سرعت بیشتری بیات می‌شود. در حالی که نانی که در حالت تازه منجمد شده ممکن است به‌طور قابل قبولی یخ‌زادیی شود، برخلاف باور عمومی، نگهداری نان در یخچال نرخ بیات شدن را افزایش می‌دهد. بیات شدن به تنهایی نان را برای خوردن خطرناک نمی‌کند. با این حال، رشد کپک می‌تواند نان را برای خوردن خطرناک سازد. رشد کپک را می‌توان با سرد کردن کند کرد.

## مصارف آشپزی

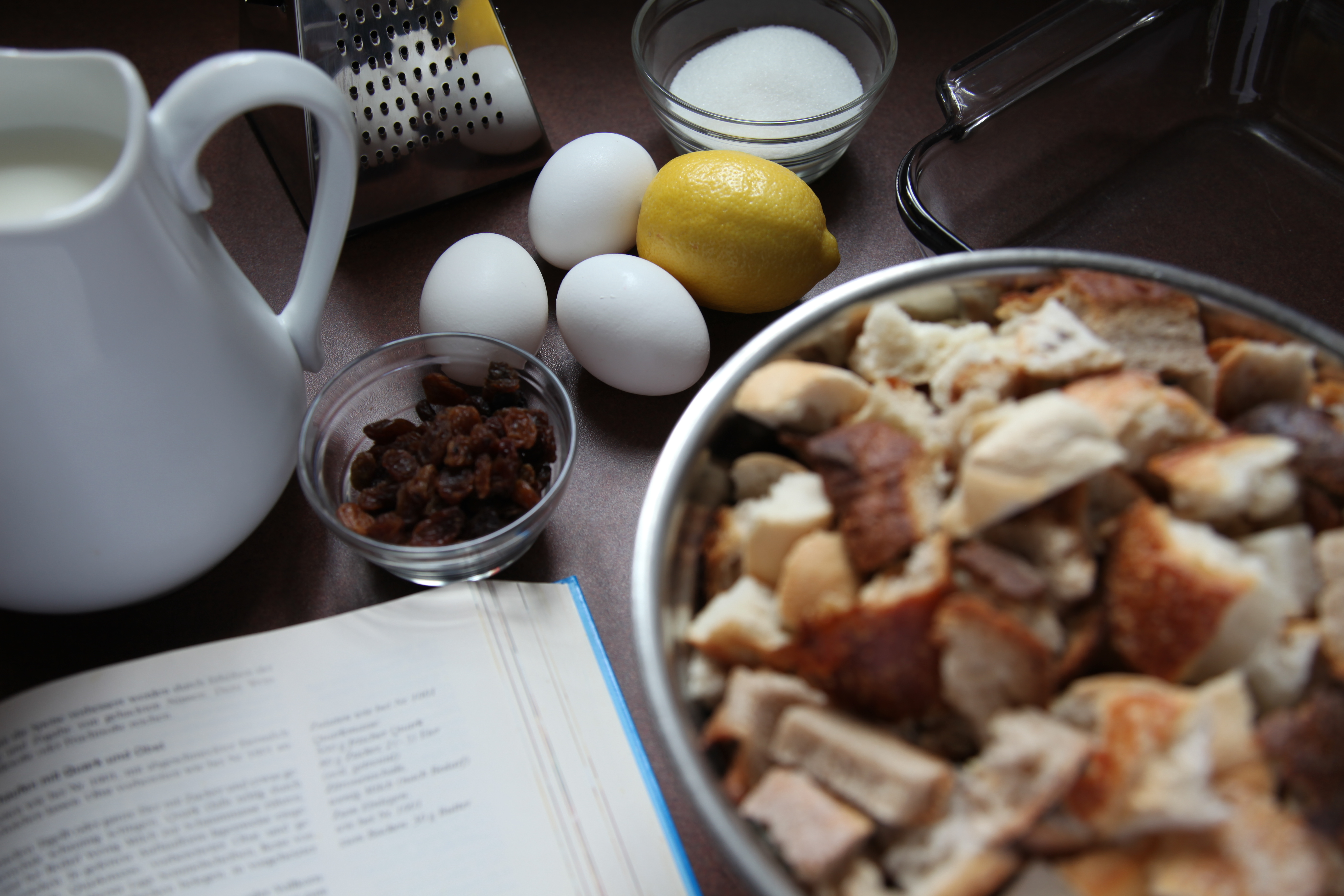
مواد لازم برای پودینگ نان از جمله تکه‌های نان بیات

بسیاری از غذاهای کلاسیک به نان بیات متکی هستند. به عنوان مثال می‌توان به سس نان، کوفته نان، و فلومادیدل، پودینگ شور آمریکایی اولیه اشاره کرد. انواع مختلفی از سوپ نان مانند ودزیانکا (در آشپزی سیلزی) و ریبولیتا (در آشپزی ایتالیایی) نیز وجود دارد. یک غذای اغلب شیرین پودینگ نان است. مکعب‌های نان بیات را می‌توان در پنیر فوندو فروکرد یا مزه‌دار کرده و در فر پخت تا تبدیل به کروتون شود که برای پخش کردن در سالاد یا روی سوپ مناسب است. برش‌هایی از نان بیات در مخلوط تخم‌مرغ و شیر خیسانده شده و سپس سرخ می‌شود که برای نان تست فرانسوی استفاده می‌شود (در فرانسوی به عنوان pain perdu شناخته می‌شود). در غذاهای اسپانیایی و پرتغالی میگا یک صبحانه است که از نان بیات استفاده می‌کند و در آشپزی تونسی لبلبی سوپی با نخود و نان بیات است.
نان بیات یا آرد سوخاری تهیه شده از آن را می‌توان برای «کشسانی» گوشت در غذاهایی مانند هال (نوعی میتلف در آشپزی بریتانیایی یا خود گوشت) و گاربور (یک خورش در آشپزی فرانسوی) استفاده کرد. از نان بیات می‌تواند یک ماده فرعی در غذاهایی مانند فتوش (نوعی سالاد در آشپزی شامی) باشد. نان بیات را می‌توان به عنوان پایه برای دیپ‌هایی مانند اسکوردالیا (در آشپزی یونانی) استفاده کرد یا با مواد دیگری جایگزین نمود.
در آشپزی قرون وسطایی به جای بشقاب از تکه‌های نان بیات به نام ترنچر استفاده می‌شد.

## اقدامات متقابل
عوامل جلوگیری از بیات شدن مورد استفاده در نان مدرن شامل گلوتن گندم، آنزیم‌ها و گلیسرولیپیدها، عمدتاً مونوگلیسریدها و دی گلیسیریدها هستند. نان بیات را می‌توان با حرارت دادن تا ۶۰ درجه سلسیوس (۱۴۰ درجه فارنهایت) در اجاق معمولی یا مایکروویو تا حدودی تازه کرد.